# A Hon
A Hon 1863 és 1882 között megjelenő politikai napilap, a Pesti Napló mellett a kor legjelentősebb hírlapja volt. Alapítója és főszerkesztője mindvégig Jókai Mór volt.

## Története
A lap Tisza Kálmán politikáját támogatta így politikailag szemben állt a Deák-pártot támogató Pesti Naplóval. Jókait 1863-ban sajtóvétség címén egy évi börtönre ítélték, mint felelős szerkesztőt, gróf Zichy Nándornak a lapban 1863. február 7-én  közölt, Alapkérdéseink című cikkéért; Jókai királyi kegyelem következtében egy hónap múlva kiszabadult.
A Honnak jól szerkesztett közgazdasági rovata is volt. Vezércikkeit Jókai és Csernátony Lajos írta (1867-től), de ez utóbbi már 1869-ben megvált a laptól, és az akkor indult Ellenőr című lap szerkesztője lett.
A Hon tárcarovata rendszeresen közölte Jókai regényeit és elbeszéléseit is. 1868-tól naponta kétszer jelent meg, esti kiadása A Hon Esti Lapja volt. Amikor 1875-ben Tisza Kálmán lett a miniszterelnök, ellenzékiből kormánylappá vált. Népszerűsége ettől fogva csökkent, és 1882 szeptemberében Nemzet cím alatt egyesült az Ellenőrrel.